# Trésor d'Imphy

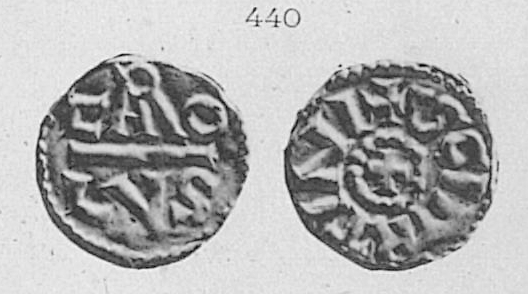
Denier de Charlemagne vers 775, provenant du trésor (Prou 440). Cabinet des médailles de la Bibliothèque nationale de France.

Le trésor de d'Imphy un lot d'une centaine de monnaies carolingiennes découvertes fortuitement en 1857 sur le territoire de la commune d'Imphy dans la Nièvre. Ces monnaies, toutes des deniers en argent, ont été achetées par Gustave de Ponton d'Amécourt et leur étude a permis de faire énormément avancer la connaissance sur le monnayage de cette époque.

## Découverte
Lors de travaux de creusement pour installer des canalisations de drainage, des ouvriers découvrent un pot en terre contenant une centaine de monnaies. La découverte a lieu près d'Imphy, un petit village sur la rive droite de la Loire connu pour son industrie métallurgique. La découverte a été régulièrement déclarée et les monnaies ont pu être étudiées par Adrien Prévost de Longpérier puis le lot acheté par Gustave de Ponton d'Amécourt, fondateur de la Société française de numismatique. En 1886, lors de la vente des collections de ce dernier, un denier de Charlemagne est acquis par le Cabinet des médailles de la Bibliothèque nationale de France.

## Composition du trésor
Lors de sa découverte, le trésor est composé de 63 deniers de Pépin le Bref, 4 deniers de Carloman Ier et 32 deniers de Charlemagne, tous en très bon état. Ces petites pièce d'argent ont un diamètre de 18 mm et un poids moyen de 1,2 à 1,6 g. L'intérêt de la découverte vient de la variété des modèles et de la diversité des ateliers. Lors de leur découverte, de nombreuses pièces étaient inédites et l'étude dont elles ont fait l'objet a permis des avancées notables dans la connaissance du monnayage carolingien, peu connu à l'époque.

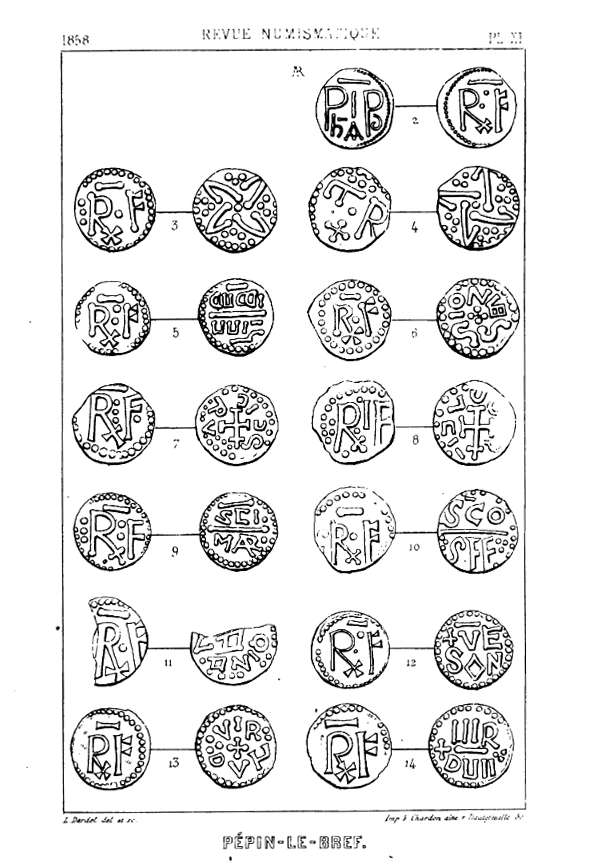
Ouvrage d'Adrien Prévost de Longpérier, planche XI, deniers de Pépin-le-Bref.
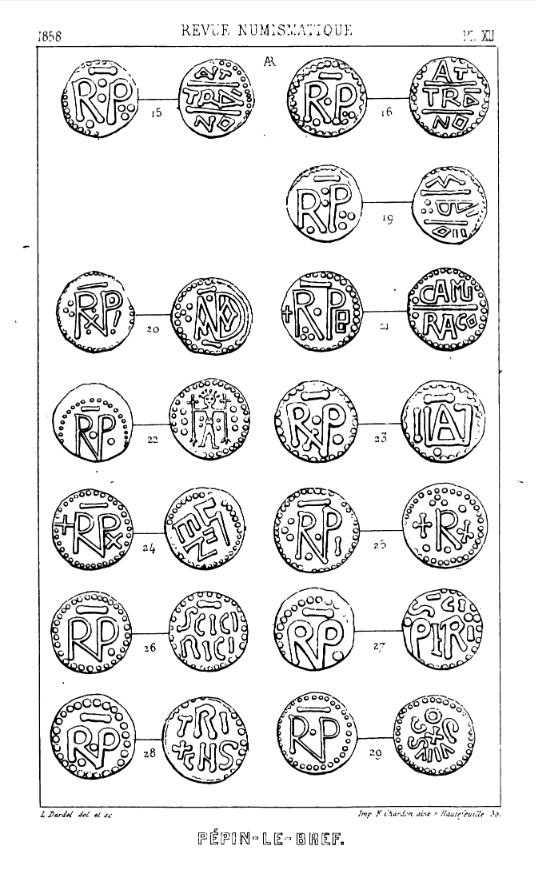
Planche XII, denier de Pépin-le-Bref.
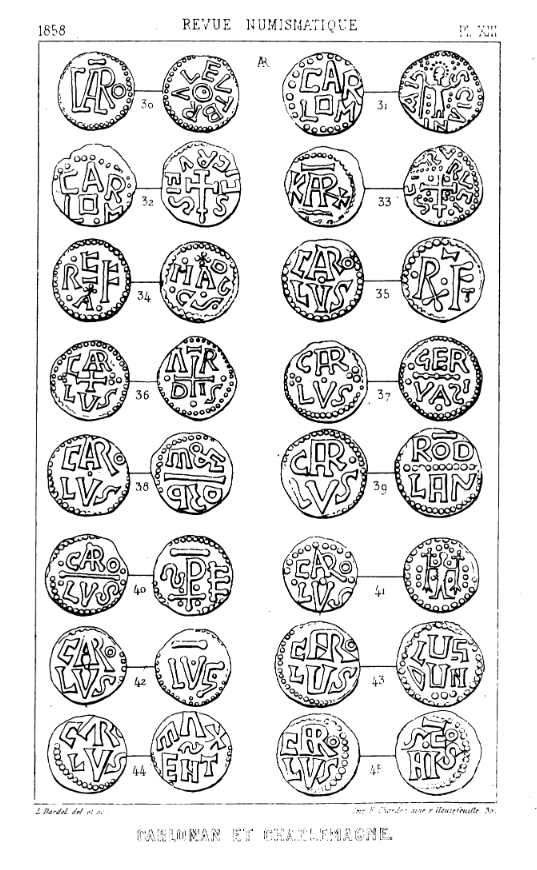
Planche XIII, deniers de Carloman Ier et Charlemagne.